# 七情
七情是中國古代區分感情的一種分類，主要說法有：
- 佛教：喜 、怒 、憂 、懼 、愛 、憎 、欲
- 儒家：喜 、怒 、哀 、懼 、愛 、惡 、欲 [1]
- 中醫：喜 、怒 、憂 、思 、悲 、恐 、驚

## 药物配伍
中药对药物配伍也有一种“︁七情”︁，出自《神农本草经·序例》。
- 单行：不配伍，单独用
- 相须：两种药产生正面作用的协同作用
- 相使：辅药增加主药的正面作用
- 相畏：一种药抑制另一种的副作用
- 相杀：一种药消除另一种的副作用
- 相恶：一种药破坏另一种的正面作用
- 相反：一种药和另一种药合用产生毒性

十八反十九畏的十八反是“相反”，但十九畏指的不是“相畏”。

## 参見
- 六慾
- 情緒
- 七情六慾